# Paspalum squamulatum
Paspalum squamulatum är en gräsart som beskrevs av Eugène Pierre Nicolas Fournier. Paspalum squamulatum ingår i släktet tvillinghirser, och familjen gräs. Inga underarter finns listade i Catalogue of Life.